# Emmy do Primetime de melhor atriz em minissérie ou telefilme
O Emmy do Primetime de melhor atriz em minissérie ou telefilme (no original em inglês Primetime Emmy Award for Outstanding Lead Actress in a Miniseries or a Movie) é um dos prêmios entregues pela Academia de Artes & Ciências Televisivas pelas excelências televisivas como parte do Primetime Emmy Award.

## Vencedoras e indicadas

### Década de 1950
- 1955: Judith Anderson – Macbeth como Lady Macbeth
  - Ethel Barrymore – The Thirteenth Chair como Rosalie La Grange
  - Beverly Garland – Medic: "White Is the Color" como Estelle Collins
  - Ruth Hussey – Craig's Wife como Harriet Craig
  - Dorothy McGuire – The Gioconda Smile como Janet Spence
  - Eve Marie Saint – Middle of the Night como Betty
  - Claire Trevor – Ladies in Retirement como Ellen Creed

- 1956: Mary Martin – Peter Pan como Peter Pan
  - Julie Harris – A Wind from the South como Shevawn
  - Eve Marie Saint – Our Town como Emily
  - Jessica Tandy – The Fourposter como a Esposa
  - Loretta Young – Christmas Stopover como Sadie

- 1957: Claire Trevor – Dodsworth como Fran Dodsworth
  - Edna Best – This Happy Breed como Ethel Gibbons
  - Gracie Fields – The Old Lady Shows Her Medals como Sarah Dowey
  - Nancy Kelly – The Pilot como Irmã M. Aquinas
  - Evelyn Rudie – Eloise como Eloise

- 1958: Polly Bergen – The Helen Morgan Story como Helen Morgan
  - Julie Andrews – Cinderella como Cinderella
  - Helen Hayes – Mrs. Gilling and the Skyscraper como Sra. Gilling
  - Piper Laurie – The Deaf Heart como Ruth Cornelius
  - Teresa Wright – The Miracle Worker como Annie Sullivan

- 1959: Julie Harris – Little Moon of Alban como Bridgid Mary
  - Judith Anderson – The Bridge of San Luis Rey como a Marquesa de Montemayor
  - Helen Hayes – One Red Rose for Christmas como Mãe Serafim
  - Piper Laurie – Days of Wine and Roses como Kirsten Arnesen Clay
  - Geraldine Page – The Old Man como a Jovem Mulher
  - Maureen Stapleton – All the King's Men como Sadie Burke

### Década de 1960
- 1960: Ingrid Bergman – The Turn of the Screw como Governanta
  - Julie Harris – Ethan Frome como Mattie Silver
  - Teresa Wright – The Margaret Bourke White Story como Margaret Bourke White

- 1961: Judith Anderson – Macbeth como Lady Macbeth
  - Ingrid Bergman – Twenty-Four Hours in a Woman's Life como Clare Lester
  - Elizabeth Montgomery – The Untouchables: "The Rusty Heller Story" como Rusty Heller

- 1962: Julie Harris – Victoria Regina como Rainha Vitória do Reino Unido
  - Geraldine Brooks – Bus Stop: "Call Back Yesterday" como Katherine Barnes
  - Suzanne Pleshette – Dr. Kildare: "A Shinning Image" como Julie Lawler
  - Inger Stevens – Price of Tomatoes como Anna Beza
  - Ethel Waters – Route 66: "Goodnight Sweet Blues" como Jenny Henderson

- 1963: Kim Stanley – Ben Casey: "A Cardinal Act of Mercy" como Faith Parsons
  - Diahann Carroll – Naked City: "A Horse Has a Big Head, Let Him Worry" como Ruby Jay
  - Diana Hyland – The Voice of Charlie Pont como Liza Laurents
  - Eleanor Parker – The Eleventh Hour: "Why Am I Grown So Cold?" como Connie Folsom
  - Sylvia Sidney – The Defenders: "Tha Madman" como Adela

- 1964: Shelley Winters – Two Is the Number como Jenny Dworak
  - Ruby Dee – The Nurses: "Express Stop from Lennox Avenue" como Jenny Bishop
  - Bethel Leslie – Statement of Fact como Elle Dudley
  - Jeanette Nolan – Vote No on 11 como Jessie McCoony
  - Diana Sands – East Side/West Side: "Who Do You Kill?" como Ruth

- 1965: Lynn Fontanne – The Magnificent Yankee como Fanny Holmes
  - Julie Harris – The Holy Terror como Florence Nightingale

- 1966: Simone Signoret – A Small Rebellion como Sara Lescault
  - Eartha Kitt – I Spy: "The Loser" como Angel
  - Margaret Leighton – Dr. Kildare: "Behold The Great Man", "A Life for a Life", "Web of Hate" e "The Horizontal Hero" como Chris Becker
  - Shelley Winters – Back to Back como Edith

- 1967: Geraldine Page – A Christmas Memory como Sook
  - Shirley Booth – The Glass Menagerie como  Amanda Wingfield
  - Mildred Dunnock – Death of a Salesman como Linda Loman
  - Lynn Fontanne – Anastasia como Grã-Duquesa Marie
  - Julie Harris – Anastasia como Anastasia Nikolaevna Romanova

- 1968: Maureen Stapleton – Among the Paths to Eden como Mary O'Meaghan
  - Judith Anderson – Elizabeth the Queen como Rainha Isabel I da Inglaterra
  - Geneviève Bujold – Saint Joan como Santa Joana d'Arc
  - Colleen Dewhurst – The Crucible como Elizabeth Proctor
  - Anne Jackson – Dear Friends como Vivian Spears

- 1969: Geraldine Page – The Thanksgiving Visitor como Sook
  - Anne Baxter – The Name of the Game: "The Bobby Currier Story" como Betty-Jean Currier
  - Lee Grant – Judd, for the Defense: "The Gates of Cerberus" como Kay Gould

### Década de 1970
- 1970: Patty Duke – My Sweet Charlie como Marlene Chambers
  - Edith Evans – David Copperfield como Betsy Trotwood
  - Shirley Jones – Silent Night, Lonely Night como Katherine Johnson

- 1971: Lee Grant – The Neon Ceiling como Carrie Miller
  - Colleen Dewhurst – The Price como Sra. Franz
  - Lee Grant – Columbo: Ransom for a Dead Man como Leslie Williams

- 1972: Glenda Jackson – Elizabeth R: "Shadow in the Sun" como Rainha Isabel I da Inglaterra
  - Glenda Jackson – Elizabeth R: "The Lion's Club" como Rainha Isabel I da Inglaterra
  - Helen Hayes – Do Not Fold, Spindle, or Mutilate como Sophie Tate Curtis
  - Patricia Neal – The Waltons: "The Homecoming: A Christmas Story" como Olivia Walton
  - Susannah York – Jane Eyre como Jane Eyre

- 1973 (Filme): Cloris Leachman – A Brand New Life como Victoria Douglas
  - Lauren Bacall – Applause como Margo Channing
  - Hope Lange – That Certain Summer como Janet Salter

- 1973 (Minissérie): Susan Hampshire – Vanity Fair como Becky Sharp
  - Vivien Heilbron – The Moonstone como Rachel Verinder
  - Margaret Tyzack – Cousin Bette como Bette Fischer

- 1974 (Filme): Cicely Tyson – The Autobiography of Miss Jane Pittman como Jane Pittman
  - Carol Burnett – 6 Rms Riv Vu como Anne Miller
  - Katherine Hepburn – The Glass Menagerie (1973) como Amanda Wingfield
  - Cloris Leachman – The Migrants como Viola Barlow
  - Elizabeth Montgomery – A Case of Rape como Ellen Harrod

- 1974 (Minissérie): Mildred Natwick – The Snoop Sisters como Gwendolyn Snoop Nicholson
  - Helen Hayes – The Snoop Sisters como Ernesta Snoop
  - Lee Remick – The Blue Knight como Cassie Walters

- 1975 (Filme): Katherine Hepburn – Love Among the Ruins como Jessica Medlicott
  - Jill Clayburgh – Hustling como Wanda
  - Elizabeth Montgomery – The Legend of Lizzie Borden como Lizzie Borden
  - Diana Rigg – In This House of Brede como Philippa
  - Maureen Stapleton – Queen of the Stardust Ballroom como Bea Asher

- 1975 (Minissérie): Jessica Walter – Amy Prentiss como Amy Prentiss
  - Susan Saint James – McMillan & Wife como Sally Hull McMillan

- 1976 (Filme): Susan Clark – Babe como Mildred Didrikson Zaharias
  - Jane Alexander – Eleanor and Franklin como Eleanor Roosevelt
  - Colleen Dewhurst – A Moon for the Misbegotten como Josie Hogan
  - Sada Thompson – The Entertainer como Phoebe Rice

- 1976 (Minissérie): Rosemary Harris – Notorious Woman como George Sand
  - Susan Blakely – Rich Man, Poor Man como Julie Prescott
  - Jean Marsh – Upstairs, Downstairs como Rose
  - Lee Remick – Jennie: Lady Randolph Churchill como Jennie, Lady Randolph Churchill

- 1977 (Filme): Sally Field – Sybil como Sybil Dorsett
  - Jane Alexander – Eleanor and Franklin: The White House Years como Primeira-Dama Eleanor Roosevelt
  - Susan Clark – Amelia Earhart como Amelia Earhart
  - Julie Harris – The Last of Mrs. Lincoln como Sra. Lincoln
  - Joanne Woodward – Sybil como Dra. Cornelia Wilbur

- 1977 (Minissérie): Patty Duke – Captains and the Kings como Bernadette Hennessey Armagh
  - Dori Brenner – Seventh Avenue como Rhoda Gold Blackman
  - Susan Flannery – Arthur Hailey's the Moneychangers como Margot Bracken
  - Eva Marie Saint – How the West Was Won como Kate Macahan
  - Jane Seymour – Captains and the Kings como Marjorie Chisholm

- 1978 (Filme): Joanne Woodward – See How She Runs como Betty Quinn
  - Helen Hayes – A Family Upside Down como Emma Long
  - Eva Marie Saint – Taxi!!! como passageira do táxi
  - Maureen Stapleton – The Gathering como Kate Thornton
  - Sada Thompson – Our Town como Sra. Gibbs

- 1978 (Minissérie): Meryl Streep – Holocaust como Inga Helms Weiss
  - Rosemary Harris – Holocaust como Berta Palitz Weiss
  - Elizabeth Montgomery – The Awakening Land como Sayward Luckett Wheeler
  - Lee Remick – Wheels como Erica Trenton
  - Cicely Tyson – King como Coretta King

- 1979: Bette Davis – Strangers: The Story of a Mother and Daughter como Lucy Mason
  - Carol Burnett – Friendly Fire como Peg Mullen
  - Olivia Cole – Backstairs at the White House como Maggie Rogers
  - Katherine Hepburn – The Corn Is Green como Srta. Lilly Moffat
  - Mary Tyler Moore – First, You Cry como Betty Rollin

### Década de 1980
- 1980: Patty Duke – The Miracle Worker como Anne Sullivan
  - Bette Davis – White Mama como Adele Malone
  - Melissa Gilbert – The Miracle Worker como Helen Keller
  - Lee Remick – Haywire como Margaret Sullavan

- 1981: Vanessa Redgrave – Playing for Time como Fania Fenelon
  - Ellen Burstyn – The People vs. Jean Harris como Jean Harris
  - Catherine Hicks – Marilyn: The Untold Story como Marilyn Monroe
  - Yōko Shimada – Shogun como Toda Mariko
  - Joanne Woodward – Crisis at Central High como Elizabeth Huckaby

- 1982: Ingrid Bergman – A Woman Called Golda como Primeira-Ministra Golda Meir (prêmio póstumo)
  - Glenda Jackson – The Patricia Neal Story como Patricia Neal
  - Ann Jillian – Mae West como Mae West
  - Jean Stapleton – Eleanor, First Lady of the World como Primeira-Dama Eleanor Roosevelt
  - Cicely Tyson – The Marva Collins Story como Marva Collins

- 1983: Barbara Stanwyck – The Thorn Birds como Mary Carson
  - Ann Margret – Who Will Love My Children? como Lucile Frey
  - Rosanna Arquette – The Executioner's Song como Nicole Baker
  - Mariette Hartley – M.A.D.D.: Mothers Against Drunk Drivers como Candy Lightner
  - Angela Lansbury – Little Gloria... Happy at Last como Gertrude Vanderbilt Whitney

- 1984: Jane Fonda – The Dollmaker como Gertie Nevels
  - Jane Alexander – Calamity Jane como Jane Calamidade
  - Ann-Margret – A Streetcar Named Desire como Blanche DuBois
  - Glenn Close – Something About Amelia como Gail Bennett
  - JoBeth Williams – Adam como Revé Walsh

- 1985: Joanne Woodward – Do You Remember Love como Barbara Wyatt-Hollis
  - Jane Alexander – Malice in Wonderland como Hedda Hopper
  - Peggy Ashcroft – The Jewel in the Crown como Barbara Batchelor
  - Farrah Fawcett – The Burning Bed como Francine Hughes
  - Mary Tyler Moore – Heartsounds como Martha Lear

- 1986: Marlo Thomas – Nobody's Child como Marie Balter
  - Katharine Hepburn – Mrs. Delafield Wants to Marry como Margaret Delafield
  - Vanessa Redgrave – Second Serve como Renée Richards
  - Gena Rowlands – An Early Frost como Katherine Pierson
  - Mare Winningham – Love Is Never Silent como Margaret Ryder

- 1987: Gena Rowlands – The Betty Ford Story como Primeira-Dama Betty Ford
  - Ann-Margret – The Two Mrs. Grenvilles como Ann Arden Grenville
  - Ellen Burstyn – Pack of Lies como Barbara Jackson
  - Lee Remick – Nutcracker: Money, Madness & Murder como Frances Schreuder
  - Alfre Woodard – Unnatural Causes como Maude DeVictor

- 1988: Jessica Tandy – Foxfire como Annie Nations
  - Ann Jillian – The Ann Jillian Story como ela mesma
  - Mary Tyler Moore – Lincoln como Primeira-Dama Mary Todd Lincoln
  - Mary Steenburgen – The Attic: The Hiding of Anne Frank como Miep Gies
  - JoBeth Williams – Baby M como Marybeth Whitehead

- 1989: Holly Hunter – Roe vs. Wade como Ellen Russell e Jane Doe
  - Anjelica Huston – Lonesome Dove como Clara Allen
  - Diane Lane – Lonesome Dove como Lorena Wood
  - Amy Madigan – Roe vs. Wade como Sarah Weddington
  - Jane Seymour – War and Remembrance como Natalie Henry

### Década de 1990
- 1990: Barbara Hershey – A Killing in a Small Town como Candy Morrison
  - Farrah Fawcett – Small Sacrifices como Diane Downs
  - Christine Lahti – No Place Like Home como Zan Cooper
  - Annette O'Toole – The Kennedys of Massachusetts como Rose Kennedy
  - Lesley Ann Warren – Family of Spies como Barbara Walker
  - Alfre Woodard – A Mother's Courage: The Mary Thomas Story como Mary Thomas

- 1991: Lynn Whitfield – The Josephine Baker Story como Josephine Baker
  - Glenn Close – Sarah, Plain and Tall como Sarah Wheaton
  - Barbara Hershey – Paris Trout como Hanna Trout
  - Suzanne Pleshette – Leona Helmsley: The Queen of Mean como Leona Helmsley
  - Lee Purcell – Long Road Home como Bessie Robertson

- 1992: Gena Rowlands – Face of a Stranger como Pat
  - Anne Bancroft – Mrs. Cage como Sra. Cage
  - Meredith Baxter – A Woman Scorned: The Betty Broderick Story como Betty Broderick
  - Judy Davis – One Against the Wind como Mary Lindell
  - Laura Dern – Afterburn como Janet Harduvel

- 1993: Holly Hunter – The Positively True Adventures of the Alleged Texas Cheerleader-Murdering Mom como Wanda Holloway
  - Glenn Close – Skylark como Sarah Wheaton
  - Helen Mirren – Prime Suspect 2 como Jane Tennison
  - Maggie Smith – Suddenly, Last Summer como Sra. Venable
  - Joanne Woodward – Blind Spot como Nell Harrington

- 1994: Kirstie Alley – David's Mother como Sally Goodson
  - Bette Midler – Gypsy como Mama Rose
  - Helen Mirren – Prime Suspect 3 como Jane Tennison
  - Jessica Tandy – To Dance with the White Dog como Cora Peek
  - Joanne Woodward – Breathing Lessons como Maggie Moran

- 1995: Glenn Close – Serving in Silence: The Margarethe Cammermeyer Story como Coronel Margarethe Cammermeyer
  - Sally Field – A Woman of Independent Means como Bess Garner Steed
  - Anjelica Huston – Buffalo Girls como Jane Calamidade
  - Diane Keaton – Amelia Earhart: The Final Flight como Amelia Earhart
  - Alfre Woodard – The Piano Lesson como Berniece Charles

- 1996: Helen Mirren – Prime Suspect 4: Scent of Darkness como Jane Tennison
  - Ashley Judd – Norma Jean & Marilyn como Norma Jean Dougherty
  - Jessica Lange – A Streetcar Named Desire como Blanche DuBois
  - Mira Sorvino – Norma Jean & Marilyn como Marilyn Monroe
  - Sela Ward – Almost Golden: The Jessica Savitch Story como Jessica Savitch

- 1997: Alfre Woodard – Miss Evers' Boys como Enfermeira Eunice Evers
  - Stockard Channing – An Unexpected Family como Barbara Whitney
  - Glenn Close – In the Gloaming como Janet
  - Helen Mirren – Prime Suspect 5: Erros of Judgement como Jane Tennison
  - Meryl Streep – ...First Do No Harm como Lori Reimuller

- 1998: Ellen Barkin – Before Women Had Wings como Glory Marie
  - Jamie Lee Curtis – Nicholas' Gift como Maggie Green
  - Judy Davis – Echo of Thunder como Gladwyn
  - Olympia Dukakis – More Tales of the City como Anna Madrigal
  - Angelina Jolie – Gia como Gia Carangi
  - Sigourney Weaver – Snow White: A Tale of Terror como Claudia Hoffman

- 1999: Helen Mirren – The Passion of Ayn Rand como Ayn Rand
  - Ann-Margret – Life of the Party: The Pamela Harriman Story como Pamela Harriman
  - Stockard Channing – The Baby Dance como Rachel Luckman
  - Judy Davis – Dash and Lilly como Lillian Hellman
  - Leelee Sobieski – Joan of Arc como Joana D'Arc

### Década de 2000
- 2000: Halle Berry – Introducing Dorothy Dandridge como Dorothy Dandridge
  - Judy Davis – A Cooler Climate como Paula Tanner
  - Sally Field – A Cooler Climate como Iris Prue
  - Holly Hunter – Harlan County War como Ruby Kincaid
  - Gena Rowlands – The Color of Love: Jacey's Story como Georgia Porter

- 2001: Judy Davis – Life with Judy Garland: Me and My Shadows como Judy Garland
  - Judi Dench – The Last of the Blonde Bombshells como Elizabeth
  - Holly Hunter – When Billie Beat Bobby como Billie Jean King
  - Hannah Taylor-Gordon – Anne Frank: The Whole Story como Anne Frank
  - Emma Thompson – Wit como Vivian Bearing

- 2002: Laura Linney – Wild Iris como Iris Bravard
  - Angela Bassett – The Rosa Parks Story como Rosa Parks
  - Blythe Danner – We Were the Mulvaneys como Corinne Mulvaney
  - Vanessa Redgrave – The Gathering Storm como Clementine Churchill
  - Gena Rowlands – Wild Iris como Minnie Brinn

- 2003: Maggie Smith – My House in Umbria como Sra. Emily Delahunty
  - Thora Birch – Homeless to Harvard: The Liz Murray Story como Liz Murray
  - Helena Bonham Carter – Live from Baghdad como Ingrid Formanek
  - Jessica Lange – Normal como Irma
  - Helen Mirren – The Roman Spring of Mrs. Stone como Karen Stone

- 2004: Meryl Streep – Angels in America como Hannah Pitt, Ethel Rosenberg, Rabino Isador Chemelwitz e o Anjo Austrália
  - Glenn Close – The Lion in Winter como Rainha Leonor da Aquitânia
  - Judy Davis – The Reagans como Primeira-Dama Nancy Reagan
  - Helen Mirren – Prime Suspect 6: The Last Witness como Jane Tennison
  - Emma Thompson – Angels in America como Enfermeira Emily, a Mulher sem Teto e o Anjo América

- 2005: S. Epatha Merkerson – Lackawanna Blues como Nanny
  - Halle Berry – Their Eyes Were Watching God como Janie Crawford
  - Blythe Danner – Back When We Were Grownups como Rebecca
  - Cynthia Nixon – Warm Springs como Primeira-Dama Eleanor Roosevelt
  - Debra Winger – Dawn Anna como Dawn Anna

- 2006: Helen Mirren – Elizabeth I como Rainha Isabel I da Inglaterra
  - Gillian Anderson – Bleak House como Lady Dedlock
  - Kathy Bates – Ambulance Girl como Jane Stern
  - Annette Bening – Mrs. Harris como Jean Harris
  - Judy Davis – A Little Thing Called Murder como Sante Kimes

- 2007: Helen Mirren – Prime Suspect: The Final Act como Jane Tennison
  - Queen Latifah – Life Support como Ana
  - Debra Messing – The Starter Wife como Molly Kagan
  - Mary-Louise Parker – The Robber Bride como Zenia Arden
  - Gena Rowlands – What If God Were the Sun? como Melissa Eisenbloom

- 2008: Laura Linney – John Adams como Primeira-Dama Abigail Adams
  - Judi Dench – Cranford como Miss Matty Jenkyns
  - Catherine Keener – An American Crime como Gertrude Baniszewski
  - Phylicia Rashād – A Raisin in the Sun como Lena Younger
  - Susan Sarandon – Bernard and Doris como Doris Duke

- 2009: Jessica Lange – Grey Gardens como Edith Ewing Bouvier Beale
  - Drew Barrymore – Grey Gardens como Edith Bouvier Beale
  - Shirley MacLaine – Coco Chanel como Coco Chanel
  - Sigourney Weaver – Prayers for Bobby como Mary Griffith
  - Chandra Wilson – Accidental Friendship como Yvonne Caldwell

### Década de 2010
- 2010: Claire Danes – Temple Grandin como Temple Grandin
  - Joan Allen – Georgia O'Keeffe como Georgia O'Keeffe
  - Hope Davis – The Special Relationship como Primeira-Dama Hilary Clinton
  - Judi Dench – Return to Cranford como Miss Matty Jenkyns
  - Maggie Smith – Capturing Mary como Mary Gilbert

- 2011: Kate Winslet – Mildred Pierce como Mildred Pierce
  - Taraji P. Henson – Taken from Me: The Tiffany Rubin Story como Tiffany Rubin
  - Diane Lane – Cinema Verite como Pat Loud
  - Jean Marsh – Upstairs Downstairs como Rose Buck
  - Elizabeth McGovern – Downton Abbey como Cora Crawley

- 2012: Julianne Moore – Game Change como Governadora Sarah Palin
  - Connie Britton – American Horror Story como Vivien Harmon
  - Ashley Judd – Missing como Rebecca "Becca" Winstone
  - Nicole Kidman – Hemingway & Gellhorn como Martha Gellhorn
  - Emma Thompson – The Song of Lunch como She

- 2013: Laura Linney – The Big C: Hereafter como Cathy Jamison
  - Jessica Lange – American Horror Story: Asylum como Irmã Jude/Judy Martin
  - Helen Mirren – Phil Spector como Linda Kenney Baden
  - Elisabeth Moss – Top of the Lake como Detetive Robin Griffin
  - Sigourney Weaver – Political Animals como Elaine Barrish

- 2014: Jessica Lange – American Horror Story: Coven como Fiona Goode
  - Helena Bonham Carter – Burton & Taylor como Elizabeth Taylor
  - Minnie Driver – Return to Zero como Maggie Royal
  - Sarah Paulson – American Horror Story: Coven como Cordelia Goode Foxx
  - Cicely Tyson – The Trip to Bountiful como Carrie Watts
  - Kristen Wiig – The Spoils of Babylon como Cynthia Morehouse

- 2015: Frances McDormand – Olive Kitteridge como Olive Kitteridge
  - Maggie Gyllenhaal – The Honourable Woman como Nessa Stein
  - Felicity Huffman – American Crime como Barbara Hanlon
  - Jessica Lange – American Horror Story: Freak Show como Elsa Mars
  - Queen Latifah – Bessie como Bessie Smith
  - Emma Thompson – Sweeney Todd: Live at the Lincoln Center como Srta. Lovett

- 2016: Sarah Paulson - The People v. O.J. Simpson: American Crime Story como Marcia Clark
  - Kirsten Dunst - Fargo como Peggy Blumquist
  - Felicity Huffman - American Crime como Leslie Graham
  - Audra McDonald - Lady Day at Emerson's Bar and Grill como Billie Holiday
  - Lili Taylor - American Crime como Anne Blaine
  - Kerry Washington - Confirmation como Anita Hill

- 2017: Nicole Kidman - Big Little Lies como Celeste Wright
  - Reese Witherspoon - Big Little Lies como Madeline Martha Mackenzie
  - Jessica Lange - Feud: Bette and Joan como Joan Crawford
  - Susan Sarandon - Feud: Bette and Joan como Bette Davis
  - Carrie Coon - Fargo como Gloria Burgle
  - Felicity Huffman - American Crime como Jeanette Hesby

- 2018: Regina King - Seven Seconds como Latrice Butler
  - Sarah Paulson - American Horror Story: Cult como Ally Mayfair-Richards
  - Jessica Biel - The Sinner como Cora Tannetti
  - Laura Dern - The Tale como Jennifer Fox
  - Michelle Dockery - Godless como Alice Fletcher
  - Edie Falco - Law & Order: The Menendez Murders como Leslie Abramson

- 2019: Michelle Williams – Fosse/Verdon como Gwen Verdon
  - Patricia Arquette - Escape at Dannemora como  Joyce "Tilly" Mitchell
  - Amy Adams - Sharp Objects como Camille Preaker
  - Joey King - The Act como Gypsy Rose Blanchard
  - Niecy Nash - When They See Us como Delores Wise
  - Aunjanue Ellis - When They See Us como Sharon Salaam

### Década de 2020
2020 : Regina King - Watchmen como Angela Abar/Sister Night
- Cate Blanchett - Mrs. America como Phyllis Schlafly
- Shira Haas - Unorthodox como Esther "Esty" Shapiro
- Octavia Spencer - Self Made como Madam C. J. Walker
- Kerry Washington - Little Fires Everywhere como Mia Warren

2021: Kate Winslet - Mare of Easttown como Mare Sheehan
- Michaela Coel - I May Destroy You como Arabella
- Elizabeth Olsen - WandaVision como Wanda Maximoff/Feiticeira Escarlate
- Cynthia Erivo - Genius: Aretha como Aretha Franklin
- Anya Taylor-Joy - The Queen's Gambit como Beth Harmon

2022: Amanda Seyfried - The Dropout como Elizabeth Holmes
- Toni Collette - The Staircase como Kathleen
- Julia Garner - Inventing Anna como Anna Delvey
- Lily James - Pam & Tommy como Pamela Anderson
- Sarah Paulson - Impeachment: American Crime Story como Linda Tripp
- Margaret Qualley - Maid como Alex Russell

2023: Ali Wong - Beef como Amy Lau
- Lizzy Caplan - Fleishman Is in Trouble como Libby Epstein
- Riley Keough - Daisy Jones & The Six como Margaret "Daisy" Jones
- Kathryn Hahn - Tiny Beautiful Things como Clare Pierce
- Jessica Chastain - George & Tammy como Tammy Wynette
- Dominique Fishback - Swarm como Andrea "Dre" Greene

2024: Jodie Foster - True Detective: Night Country como Liz Danvers
- Sofía Vergara - Griselda como Griselda Blanco
- Juno Temple - Fargo como Dorothy "Dot" Lyon
- Naomi Watts - Feud: Capote vs. The Swans como Babe Paley
- Brie Larson - Lessons in Chemistry como Elizabeth Zott